# Rzeźba Pegaz w Opocznie
Rzeźba „Pegaz” w Opocznie – rzeźba plenerowa przedstawiająca skrzydlatego konia, ustawiona przy Miejskim Domu Kultury w Opocznie.
Autorem dzieła jest polski artysta rzeźbiarz Jerzy Sikorski. Rzeźba przedstawia ujętego w ruchu konia z rozwianą grzywą i skrzydłami na grzbiecie. Koń wspiera się na trzech nogach. Lewe przednie kopyto jest uniesione. Rzeźba jest jedną z największych tego typu w Europie (6 m wysokości i 9,5 m długości) i prawdopodobnie największą rzeźbą pegaza.
Konstrukcję rzeźby stanowi stalowy szkielet pokryty warstwą betonu. Skrzydła wykonano ze stali nierdzewnej. „Pegaz” był budowany przez 3 lata i ostatecznie ukończony w 1982 r. Konstrukcja stalowa powstawała w innym miejscu Opoczna i dopiero po jej ukończeniu została ustawiona w obecnej lokalizacji i obłożona masą betonową. Rzeźba miała być pokryta brązową powłoką metaliczną, ale ostatecznie zrezygnowano z tego pomysłu. Tworząc rzeźbę artysta wzorował się na prawdziwym koniu – klaczy o imieniu Natia. Prowadził żmudne obserwacje sposobu poruszania się zwierzęcia, dzięki czemu uzyskał niezwykle realistyczny i dynamiczny efekt.
Ze względu na pogarszający się stan techniczny rzeźby od czerwca do grudnia 2021 r. trwały prace renowacyjne „Pegaza”. Remontem zajął się Jerzy Sikorski, który wykonał rzeźbę 40 lat wcześniej. Pod korpus konia wstawiono m.in. stalową podporę wspierającą konstrukcję rzeźby i wymieniono skrzydła.

Rzeźba „Pegaz” to jeden z najbardziej rozpoznawalnych symboli Opoczna. Nawiązują do niego m.in. nazwy lokalnych firm i organizacji. Na przykład przy Zespole Szkół Prywatnych w Opocznie funkcjonuje Uczniowski Międzyszkolny Ludowy Klub Sportowy „PEGAZ”. W ankiecie przeprowadzonej w styczniu 2024 r. wśród mieszkańców Opoczna dotyczącej jakości życia w mieście na pytanie „Proszę wskazać trzy określenia, z którymi kojarzy Ci się Opoczno” aż 12,2% badanych kojarzyło Opoczno z Pegazem. Bardziej rozpoznawalnym symbolem miasta okazały się tylko zakłady produkujące płytki ceramiczne (14,7% badanych osób).

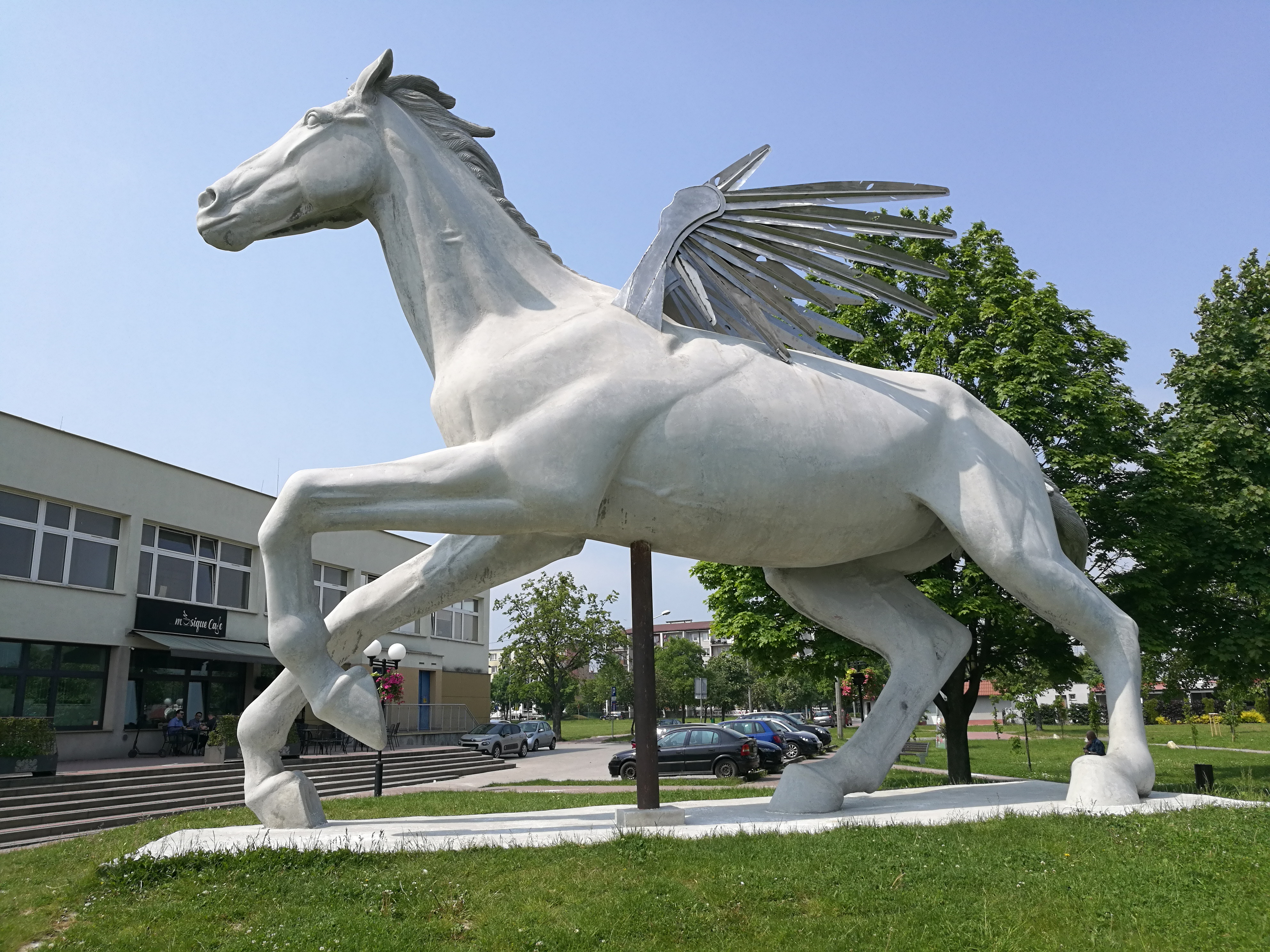
Rzeźba „Pegaz” w Opocznie – widok od strony południowej
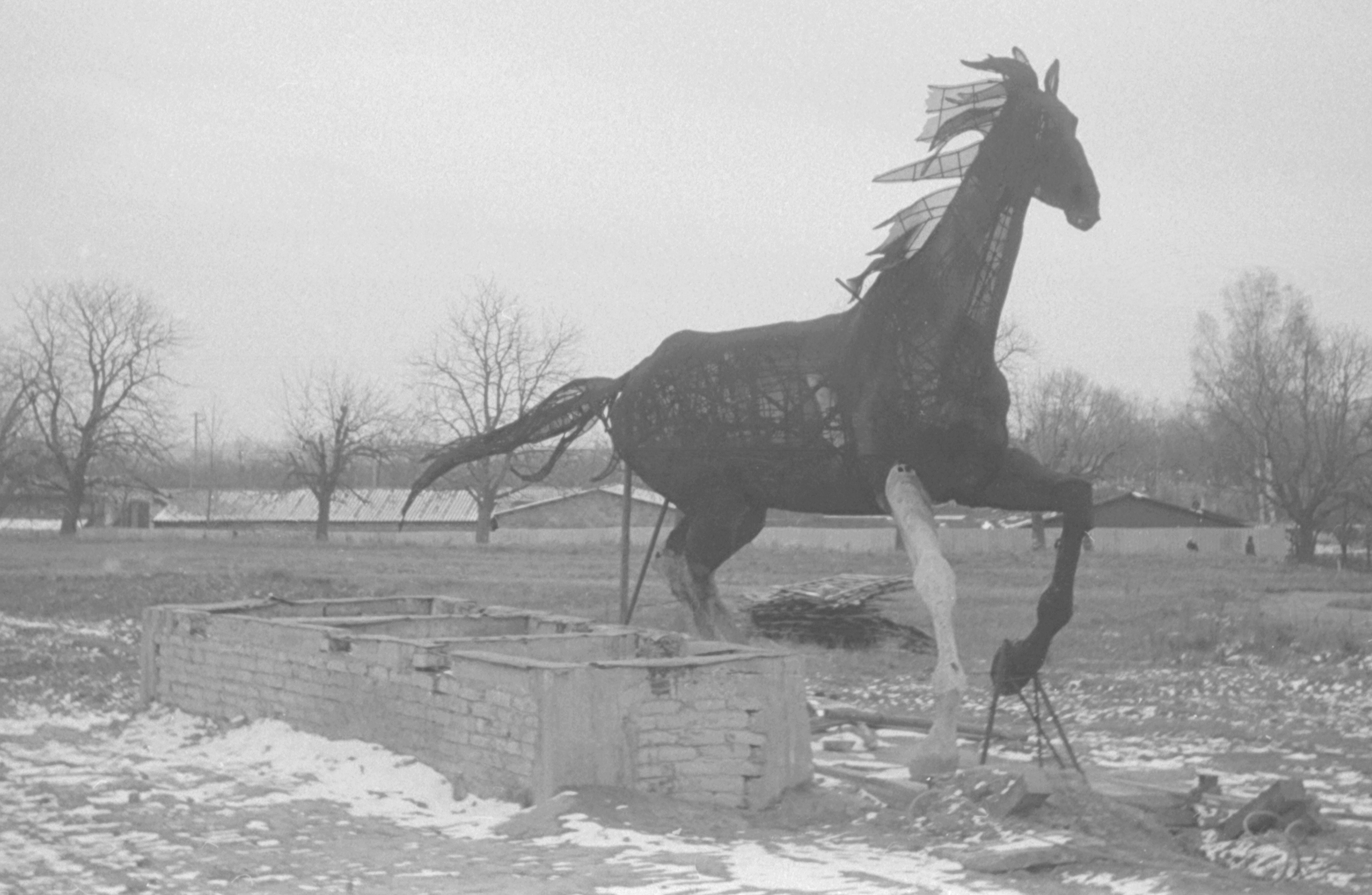
Budowa opoczyńskiego pegaza. Rok 1980.